# Godroniopsis quernea
Godroniopsis quernea är en svampart som först beskrevs av Ludwig David von Schweinitz, och fick sitt nu gällande namn av Diehl & E.K. Cash 1929. Godroniopsis quernea ingår i släktet Godroniopsis och familjen Helotiaceae.   Inga underarter finns listade i Catalogue of Life.